# Declana
Declana is een geslacht van vlinders van de familie spanners (Geometridae), uit de onderfamilie Ennominae.

## Soorten
- D. callista Salmon, 1946
- D. feredayi Butler, 1877
- D. floccosa Walker, 1858
- D. glacialis Hudson, 1903
- D. griseata Hudson, 1898
- D. hermione Hudson, 1898
- D. junctilinea Walker, 1865
- D. leptomera Walker, 1858
- D. niveata Butler, 1879
- D. toreuta Meyrick, 1929